# Вальк, Пьер
Пьер Вальк (фр. Pierre Valcke; неизвестно — неизвестно) — бельгийский хоккеист на траве, полевой игрок. Бронзовый призёр летних Олимпийских игр 1920 года.

## Биография
Пьер Вальк в 1920 году вошёл в состав сборной Бельгии по хоккею на траве на летних Олимпийских играх в Антверпене и завоевал бронзовую медаль. Играл в поле, провёл 3 матча, забил (по имеющимся данным) 1 мяч в ворота сборной Франции.
Других данных о жизни нет.